# MFK Vítkovice
MFK Vítkovice – czeski klub piłkarski mający swoją siedzibę w dzielnicy Ostrawy, Witkovicach, w Czechach. Aktualnie uczestniczy w rozgrywkach czeskiej MSFL.

## Sukcesy
- Mistrzostwo ligi czechosłowackiej w sezonie 1985/86
- Wicemistrzostwo ligi czechosłowackiej w sezonie 1986/1987

## Europejskie puchary
Legenda do wszystkich tabel:
- Q – runda eliminacyjna, 1/16, 1/8, 1/4, 1/2 – odpowiednia faza rozgrywek, Grupa – runda grupowa, 1r gr – pierwsza runda grupowa, 2r gr – druga runda grupowa, F – finał, R – runda, PO – play-off
- k. – rzuty karne, los. – losowanie, Dogr. – dogrywka, w. – zasada bramek strzelonych na wyjeździe

| Sezon   | Rozgrywki     | Runda | Klub                | Dom | Wyjazd | Ogólnie     |
| ------- | ------------- | ----- | ------------------- | --- | ------ | ----------- |
| 1986/87 | Puchar Europy | 1R    | Paris Saint-Germain | 1–0 | 2–2    | 3–2         |
| 1986/87 | Puchar Europy | 1/8   | FC Porto            | 1–0 | 0–3    | 1–3         |
| 1987/88 | Puchar UEFA   | 1R    | AIK Sztokholm       | 1–1 | 2–0    | 3–1         |
| 1987/88 | Puchar UEFA   | 2R    | Dundee United       | 1–1 | 2–1    | 3–2         |
| 1987/88 | Puchar UEFA   | 1/8   | Vitória SC          | 0–2 | 2–0    | 2–2, k: 5–4 |
| 1987/88 | Puchar UEFA   | 1/4   | Espanyol Barcelona  | 0–0 | 0–2    | 0–2         |

## Historyczne nazwy
- 1919 — SK Slavoj Vítkovice
- 1922 — SK Vítkovice
- 1923 — SSK Vítkovice
- 1937 — SK Železárny Vítkovice
- 1939 — ČSK Vítkovice
- 1945 — SK VŽ Vítkovice
- 1951 — Sokol Vítkovice
- 1952 — Baník Vítkovice
- 1957 — TJ VŽKG Ostrava
- 1979 — TJ Vítkovice
- 1992 — SSK Vítkovice
- 1993 — FC Kovkor Vítkovice
- 1994 — połączenie z FK 1. máj Karviná ⇒ FC Karviná-Vítkovice
- 1995 — ponowne rozdzielenie - FC Vítkovice
- 2011 — rozwiązanie klubu
- 2011 — reaktywacja klubu pod nazwą FC Vítkovice 1919 (Football Club Vítkovice 1919)
- 2012 — fuzja z klubem Fotbal Poruba 2011 → MFK Vítkovice (Městský fotbalový klub Vítkovice)